# Boulevard Matte
Le Boulevard Matte est la rue la plus à l'ouest de Brossard sur la Rive-Sud de Montréal sur la majorité de sa longueur, c'est-à-dire qu'elle est près des limites municipales avec La Prairie.

## Situation et accès
Le boulevard Matte, débute à l'autoroute 30 dans le parc industriel de Brossard. Il se poursuit en direction nord vers le boulevard Taschereau en traversant le secteur "J" , la voie ferrée du Canadien National et le secteur "I". Au nord du boulevard Taschereau, le boulevard Matte devient résidentiel et traverse le secteur "R" jusqu'au boulevard Marie-Victorin et à l'autoroute 15 / route 132.

## Origine du nom
Le nom du boulevard viendrait d'une famille ayant possédé des terres dans le secteur.

## Historique
La section entre la voie ferrée et l'autoroute 30 fut ouverte en 1993 en raison du prolongement 3 ans plus tard de l'autoroute 30 entre Brossard et Candiac. 